# Destra (politica)

Margaret Thatcher e Ronald Reagan, principali esponenti della destra durante gli anni 1980

La destra, nel linguaggio politico, è la componente del Parlamento che siede alla destra del Presidente dell'assemblea legislativa e, in generale, l'insieme delle posizioni politiche qualificate come conservatrici e gerarchiche. 
Indica quindi un orientamento politico liberal conservatore, nazional conservatore, tradizionalista, nazionalista (destra), o reazionario, ultranazionalista, autoritario, nativista, neo-fascista/nazista (estrema destra), diametralmente opposto rispetto a quelle della sinistra.
Il significato politico di destra, nato unitamente a quello di sinistra durante la Rivoluzione francese, ha subito variazioni a seconda dei tempi e dei Paesi, indicando generalmente, un orientamento moderato, conservatore o, nelle sue punte estreme, reazionario. 
Nel XX secolo, si sono detti di destra anche partiti praticanti metodi di eversione violenta, anti-liberali e, soprattutto, sostenitori del nazionalismo estremo (fascismo, nazismo ecc.).
La destra rappresenta l'opinione che certe gerarchie e certi ordini sociali siano desiderabili, inevitabili, naturali o normali, tipicamente sostenendo questa posizione sulla base dell'economia, della legge naturale o della tradizione. La disuguaglianza sociale e la gerarchia vengono viste come risultati naturali delle differenze sociali tradizionali o della concorrenza nelle economie di mercato.
Il termine destra può anche riferirsi alla "sezione conservatrice o reazionaria di un partito o sistema politico".
In Europa, i conservatori economici sono solitamente considerati liberali e la destra include i conservatori religiosi, gli oppositori all'immigrazione, i nazionalisti e, storicamente, un numero significativo di movimenti anti-capitalisti, inclusi conservatori e fascisti, che si opposero al capitalismo contemporaneo perché credevano che l'eccessivo materialismo e l'egoismo fossero intrinseci in esso.
Negli Stati Uniti, la destra include sia conservatorismo fiscale che conservatorismo sociale.
I termini politici destra e sinistra furono usati, per la prima volta, durante la Rivoluzione francese del XVIII secolo per indicare la disposizione dei posti a sedere nel Parlamento: coloro che sedevano a destra della sedia del presidente (le président) erano ampiamente favorevoli alle istituzioni dell'Antico Regime monarchico. 
La destra originale, in Francia, si formò come reazione contro la "sinistra" e comprendeva coloro che sostenevano il clericalismo, la gerarchia e la tradizione. L'espressione la droite ("la destra") aumentò in uso dopo la restaurazione della monarchia del 1815 quando fu applicata agli ultrarealisti.
Dal 1830 al 1880, l'economia e la struttura della classe sociale del mondo occidentale si spostarono dall'aristocrazia e dalla nobiltà al capitalismo. Questo generale spostamento economico verso esso ha influenzato i movimenti di centro-destra, come il Partito conservatore britannico che ha risposto sostenendolo.
Le persone dei Paesi di lingua inglese non hanno applicato i termini destra e sinistra alla propria politica fino al XX secolo. Il termine destra era, originariamente, applicato a conservatori tradizionali, monarchici e reazionari; un'estensione, l'estrema destra, denota fascismo, nazismo, e supremazia razziale.

## Nascita della destra politica

### La Rivoluzione francese
I prodromi delle denominazioni "destra" e "sinistra" delle due parti opposte nell'arena politica nascono in Francia poco prima della Rivoluzione francese. Il 5 maggio 1789 furono convocati gli Stati generali dal Re di Francia Luigi XVI, un'assemblea che doveva rappresentare le tre classi sociali allora istituite: il clero, la nobiltà e il terzo Stato. Quest'ultimo si ordinò all'interno dell'emiciclo con gli esponenti conservatori capeggiati da Pierre-Victor Malouet che presero i posti alla destra del Presidente e i radicali di Honoré Gabriel Riqueti de Mirabeau che sedettero a sinistra. Questa divisione si ripresentò anche in seguito nella storia francese, ad esempio quando si formò l'Assemblea nazionale. A destra prevaleva una corrente volta a mantenere i poteri monarchici mentre a sinistra stava quella rivoluzionaria.
Quando, a fine agosto, si discusse l'articolo della Dichiarazione dei diritti dell'uomo e del cittadino che riguardava la libertà religiosa, "coloro i quali tenevano al re e alla religione si erano messi alla destra del presidente per sfuggire ai discorsi, alle indecenze e alle urla che avevano luogo nella parte opposta, dove stava la componente rivoluzionaria" secondo le parole di Marcel Gauchet.
La denominazione si consolidò durante l'Assemblea legislativa e la Convenzione Nazionale. Con la Restaurazione la distinzione si conferma come una caratteristica costante del sistema parlamentare, destinata a durare. 
Dalla Francia si estese rapidamente in tutta l'Europa. Nel periodo della Restaurazione, in Francia, la destra era occupata dai monarchici cattolici contro-rivoluzionari (Les Ultras) classificabili ai giorni d'oggi come reazionari e, dunque, collocabili nella destra radicale.

### La destra anglo-statunitense
Nell'Inghilterra del Settecento andò al governo il partito della destra, i Tory, che sostenevano il potere regio e l'integralismo religioso. Nell'Ottocento nacque il Conservative Party che si alternò al governo con i liberali prima e con i laburisti poi. Negli Stati Uniti la destra, attualmente, è rappresentata dal Partito Repubblicano, nato nel 1854, sebbene originariamente fosse di sinistra.

### Il Novecento
Nel corso del Novecento la destra ha compreso posizioni ideologiche quali il conservatorismo, il liberalismo conservatore, il liberismo, il libertarismo di destra, il nazionalismo e il tradizionalismo cattolico. Mentre in Italia ha prevalso a lungo l'uso del termine "destra" per le posizioni estreme dello schieramento politico, in altri Paesi, come gli Stati Uniti, il Regno Unito e la Francia, tale espressione è stata utilizzata per definire partiti di "destra moderata" o di centro-destra.
In questo senso, i maggiori esponenti di tale destra nel Novecento sono stati Margaret Thatcher in Gran Bretagna e Ronald Reagan negli USA che hanno contribuito a trasformare il conservatorismo classico da ideologia protezionista e statalista in un pensiero prevalentemente individualista, liberista e nazionale.
Vi sono stati anche regimi dittatoriali come quelli di Adolf Hitler, Benito Mussolini e Francisco Franco.

## La destra in Italia

### La destra storica
La prima volta che in Italia fece capolino il termine "destra" fu in riferimento alla Destra storica nata con Cavour e composta principalmente dai proprietari terrieri e dall'alta borghesia. Questo partito governò il Paese dall'unità fino alla fine del governo Minghetti II nel 1876, portando al pareggio di bilancio dello Stato.
Le succedette la sinistra storica, che si sarebbe trasformata nella classe dirigente liberale.
Con l'avvio sulla scena politica del Partito Socialista Italiano e del Partito Popolare, si qualificò "destra" la stessa ideologia borghese e liberale, a differenza di quella conservatrice prevalente negli altri paesi. I liberali negli altri paesi furono collocati a sinistra; in Italia, a causa del vuoto provocato dall'emarginazione politica dei cattolici tradizionalisti, essi occuparono entrambe le collocazioni politiche: sia destra che sinistra (Galli della Loggia). Negli anni 1910 nacque l'Associazione Nazionalista Italiana che rivendicava le regioni italiane ancora occupate da potenze straniere e che operò per l'entrata dell'Italia nella prima guerra mondiale. Il Fascismo, che conquistò il potere nel 1922, è stato successivamente catalogato come ideologia di "estrema destra". In seguito il Partito Nazionale Fascista assorbì anche l'Associazione Nazionalista Italiana.

### Il fascismo e la destra

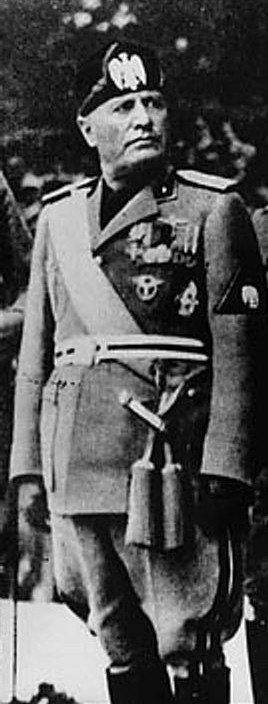
Il duce Benito Mussolini

Il "fascismo movimento" delle origini propugnava idee in antitesi alla destra tradizionale di inizio secolo, condividendo con essa aspetti legati al nazionalismo, ai miti connessi all'idea di patria, favorevole ad esempio rispetto all'emancipazione delle donne, a politiche maggiormente redistributive, ai temi del sindacalismo rivoluzionario non marxista. Tutto questo diversamente dal "fascismo regime" che prende l'avvio nel 1923 (quando l'Associazione Nazionalista Italiana si fuse con il fascismo), che inglobò, dopo il 1925, le forze conservatrici e monarchiche del paese, assumendo un carattere maggiormente di destra, seppur aperta a politiche assistenziali per tutelare le classi meno abbienti e all'intervento statale in economia, oltreché alle idee keynesiane (fortemente influenzate dal massimo dirigente dell'Iri il socialista riformista Alberto Beneduce e nell'ultima fase furono propugnati anche piani di socializzazione embrionali, oltre al tentativo di rendere il paese ecomicamente ed energeticamente autonomo, con l'apertura alle energie rinnovabili e le politiche decisamente autarchiche degli anni appena precedenti alla guerra, politiche molto avversate dalle classi abbienti). Solo nella RSI il "fascismo repubblicano" tornò alle origini, eliminando totalmente riferimenti alla destra e promuovendo la socializzazione dell'economia. .

### La destra nella Repubblica

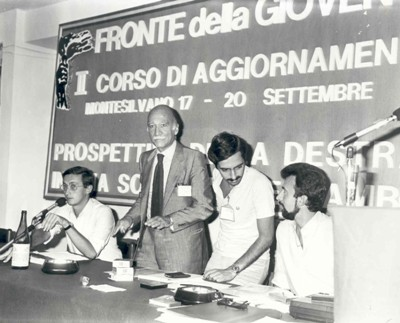
Fini, futuro segretario di Alleanza Nazionale, seduto ad un corso nazionale del Fronte della Gioventù a Montesilvano nel 1981, insieme a Giorgio Almirante, con a destra gli allora dirigenti nazionali del FdG Maurizio Gasparri e, seduto, Almerigo Grilz

Primo soggetto della destra fu nel 1946, alla Costituente, l'alleanza del Blocco Nazionale della Libertà. Da allora, per lungo tempo, si è usato il termine "destra" principalmente per riferirsi ai partiti monarchici (come il Partito Nazionale Monarchico) e neofascisti (come il Movimento Sociale Italiano scioltosi in ragione dell Svolta di Fiuggi nel 1995 in Alleanza Nazionale). 
Anche il Partito Liberale Italiano è stato sovente considerato la destra dell'arco costituzionale, con la sinistra liberale che ne uscì per formare il Partito radicale.
Discorso a sé stante rappresentò la posizione assolutamente minoritaria degli intellettuali italiani assimilabili alla destra, ossia, escludendo gli ambienti nostalgici, soprattutto Indro Montanelli, Leo Longanesi e Giovannino Guareschi, oltre che l'ormai anziano e residente all'estero Giuseppe Prezzolini, storico fondatore de la Voce. 
Fra i giornali italiani vicini alla destra dell'epoca, sempre escludendo gli ambiti neofascisti (rappresentati dal missino Secolo d'Italia), Il Borghese, Candido e Il Giornale.
Nella situazione attuale, nella fase della Seconda Repubblica, i partiti che si considerano parte della destra sono: Alleanza Nazionale (sciolta nel 2009) e La Destra (scissione di AN, scioltasi a sua volta nel 2017).Dal 1994 è attivo un partito di centro-destra, Forza Italia, che si è presentato alle elezioni del 2008 insieme ad Alleanza Nazionale e a gruppi minori all'interno de Il Popolo della Libertà, che diventa partito unico nel 2009, scioltosi anch'esso successivamente.
L'alleanza di quest'ultimo con la Lega Nord rappresenta l'evoluzione delle coalizioni di centro-destra, con i movimenti federalisti, avutesi dal 1994 ad oggi, il Polo delle Libertà e la Casa delle Libertà, trasformando parzialmente quella concezione tradizionalmente centralista della destra italiana. Nelle elezioni politiche 2013 si è constatato la nascita di un gruppo politico quale Fratelli d'Italia che rappresenta un chiaro partito di destra conservatrice, da quel momento presente in Parlamento. 
Nel 2022 la sua leader Giorgia Meloni è divenuta anche Presidente del Consiglio.
Secondo Marcello Veneziani, il berlusconismo sarebbe "liberale moderato non facilmente coincidente con i valori della destra" e la stessa Forza Italia meno tradizionalista.

### Il concetto di destra nel XXI secolo
Nel ventunesimo secolo, con il termine destra, in ambito politico, si indica l'insieme delle posizioni politiche qualificate come conservatrici, nazionaliste e liberali.